# Lasiurus blossevillii
El murciélago rojo del desierto (Lasiurus blossevillii), también conocido como murciélago rojo del oeste, es una de las muchas especies de murciélagos de la familia de vespertiliónidos la cual es la familia más numerosa. Incluye 35 géneros y 318 especies. También conocido como la familia de murciélagos nocturnos. Y también los murciélagos del oeste son especies parientes.

## Hábitat
Esta clase de murciélago en particular ha sido encontrado por Norteamérica, sur de Canadá, Centroamérica y la parte norte de Sudamérica,también las islas Galápagos. Estos murciélagos son parecidos a los pájaros. Emigran hacia sur cuando el clima está frío y hacia el norte cuando el clima empieza a calentarse al norte de los hemisferios. La mayoría de las personas pensaría que el "murciélago del desierto" se encuentra en el desierto pero no. Estos murciélagos muy probablemente se encuentran en los bosques debajo de las hojas. Hacen esto para tratar de comer o esconderse de los depredadores. Los murciélagos cuelgan de las ramas de los árboles con una de sus patas, ya que tratan de mezclarse con su entorno.  Otro mito que las personas asumen es que los murciélagos se encuentran en cuevas o huecos oscuros. Esto no es una realidad para el murciélago del desierto. No viven en estos lugares ya que no son ni cálidos ni secos. Por el contrario las cuevas son mojadas y frías. El murciélago del desierto no es como ningún otro murciélago, ya que no tiene las mismas características de un murciélago normal.

## Alimentación y caza
El murciélago del desierto come variedades de insectos. Su alimentación se basa en polillas, moscas, chinches, escarabajos y cigarras. Normalmente los murciélagos no salen durante el día, estos son llamados nocturnos. Es por esto que salen durante la noche y cazan. Ellos no utilizan sus ojos para cazar, utilizan sus voces para hacer ecos y éstos los ayudan a hacer imágenes en su mente acerca de lo que se encuentra alrededor. Lo único que deben tomar en cuenta son sus enemigos, las lechuzas, las urracas azules y las zarigüeyas.  

## Reproducción
Los murciélagos se aparean entre agosto y septiembre. La hembra puede tener de uno a cuatro crías a la vez. Las crías permanecen dentro de la matriz alrededor de 90 días, posteriormente nacen. Antes de que los murciélagos puedan volar la madre carga hasta cuatro crías a la vez. Toma alrededor de 6 semanas para que los murciélagos puedan volar por sí mismos y de uno a tres años para ser adultos. 

## Importancia sanitaria
Esta especie es considerada como vector biológico de la rabia.

## Dato interesante
Tanto la hembra como el macho tienen rutinas diferentes  de emigración. Las hembras usualmente se encuentran en climas más cálidos durante el mes de junio. Los machos se encuentran mayormente en las Montañas Apalaches.  Debido a los diferentes patrones de emigración, es más difícil para ellos reproducirse, ya que se localizan en diferentes partes del mundo.